# Langrisser V: The End of Legend
Langrisser V: The End of Legend (ラングリッサー　Ｖ) est un jeu vidéo de rôle tactique, développé par NCS Masaya et publié par NCS Corporation sur Saturn le 18 juin 1998 exclusivement au Japon. Le jeu a été ensuite adapté sur PlayStation en 1999. Il fait partie de la série Langrisser.